# Pírola de flor verda
La pírola de flor verda (Pyrola chlorantha) és una espècie de la família de les ericaceae, dins de la subfamília Pyroloideae (que segons algunes flores de referència als Països Catalans o a la Península Ibèrica segueix tenint la categoria de família Pirolàcies).

## Descripció
Tija de fins a 30 cm, amb fulles basals oblongo-ovades que tenen dents arrodonides, verd pàl·lid per sobre i més fosc per sota; el pecíol més és llarg que el limbe. Flors verd groguenques, àmpliament acampanades, de 8-12 mm de diàmetre, en una inflorescència espiciforme terminal que pot portar fins unes 10 flors. Estil més llarg que els pètals. Floreix a final de primavera i a l'estiu.

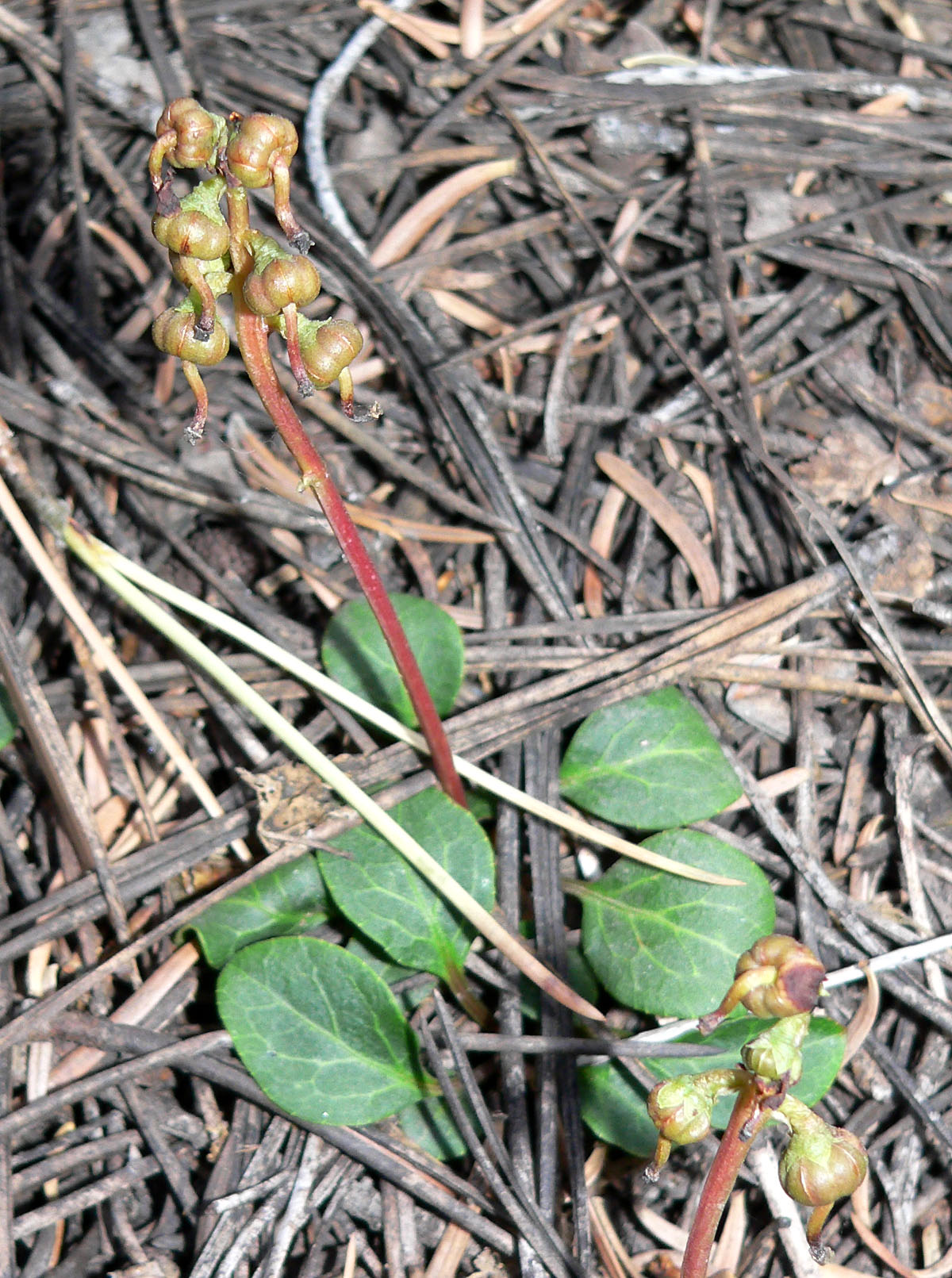
Pyrola chlorantha

## Ecologia i distribució
Les píroles viuen en boscos humits, amb sòl humífer. És una espècie parcialment saprofítica que pot fer la fotosíntesi per obtenir energia de la llum del sol, però també alimentar-se de l'humus del sòl a través de micorrizes amb els fongs del subsòl. Aquest fenomen s'anomena mixotrofisme.
És una espècie de distribució boreal i montana que viu gairebé tot Europa, Àsia i N d'Amèrica. A la península Ibèrica es pot trobar en boscos humits, entre 700-1800 m, principalment pinedes de pi roig dels Pirineus i muntanyes del nord-est peninsular.

## Taxonomia
Pyrola chlorantha va ser descrita el 1810 per Peter Olof Swartz i publicat a Kongl. Vetenskaps Academiens Nya Handlingar.
- Pyrola: nom genèric que deriva del llatí i significa "pera petita", en referència a la forma de les seves fulles.
- chlorantha: epítet llatí que significa "amb flors verdes".[4]